# Achmed Sjah Massoed

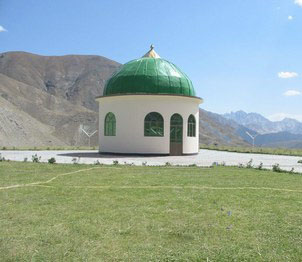
Graftombe van Massoed

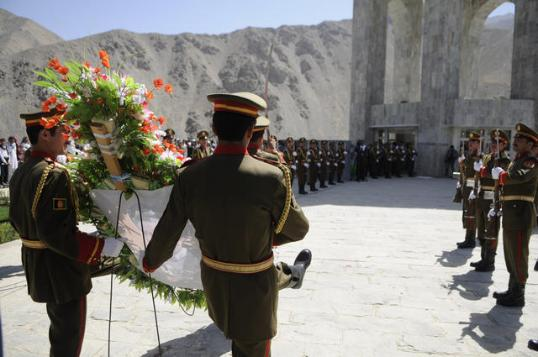
Kranslegging

Achmed Sjah Massoed (Dari/Pasjtoe: احمد شاه مسعود) (Bazarak?, Panjshirvallei, ca. 2 september 1953 – Khvajeh Ba Odin, provincie Tachar, 9 september 2001) was een Afghaans-Tadzjiekse militaire leider die een rol speelde bij de verdrijving van het leger van de Sovjet-Unie uit Afghanistan. Om deze reden wordt hij in Afghanistan ook wel de Leeuw van Panjshir genoemd. Later was hij minister onder president Rabbani en vanaf 1996 vocht hij als een van de leiders van de Noordelijke Alliantie tegen de taliban.

## Levensloop
Toen hij vijf jaar oud was werd hij naar de basisschool in Bazarak gestuurd, waar hij de eerste en tweede klas voltooide. Toen zijn vader werd bevorderd tot politiecommissaris van Herat, verhuisde hij voor de derde en vierde klas naar de Mowaffaq-school in die stad. Hij kreeg godsdienstonderwijs in de Masjed-e-Jame-moskee in Herat. Later ging zijn vader naar Kaboel, waar hij de basisschool voltooide aan de Isteqlaal-school. Zijn moedertaal was Perzisch (Dari), maar hij sprak ook Pasjtoe, Arabisch, Frans en Urdu.
Massoed studeerde af aan de polytechnische universiteit in Kaboel. Vanaf 1975 nam hij deel aan de Afghaanse oorlog.
Hij was een strateeg en wordt door een groot deel van de Afghaanse bevolking als held beschouwd. Toen in 1996 de taliban aan de macht kwamen, werd hij een van de belangrijkste leiders van de Noordelijke Alliantie, die zich tegen het talibanbewind verzette.

## 9 september 2001
Op 9 september 2001 was Massoed het doelwit van een zelfmoordaanslag. De aanslagplegers waren twee mannen, die volgens hun Belgische paspoorten oorspronkelijk afkomstig waren uit Marokko en Egypte. De paspoorten bleken later gestolen te zijn en de mannen zelf afkomstig uit Tunesië.
De moordaanslag werd uitgevoerd door een bom af te laten gaan die ofwel in een videocamera zat, ofwel in een riem, die gedragen werd door een van de beide aanslagplegers. Massoed was niet meteen dood, maar stierf binnen 30 minuten. Zijn dood werd ontkend tot 13 september. De explosie van de bom doodde ook Mohammed Asim Suhail, een functionaris van de Noordelijke Alliantie. Mohammed Fahim Dashty en Masood Khalili raakten gewond bij de aanslag. Een van de aanslagplegers stierf bij de explosie, de ander werd neergeschoten terwijl hij probeerde te ontsnappen.
Vanwege de datum van de aanslag, twee dagen voor de aanslagen op 11 september 2001, wordt de verantwoordelijkheid voor de aanslag vaak toegeschreven aan terreurorganisatie Al Qaida. Onomstotelijke bewijzen hiervoor ontbreken.

## Massoeds heldenstatus
In 2002, een jaar na zijn dood, werd Massoed door president Hamid Karzai betiteld als Nationale Held van Afghanistan. Ook vandaag nog zijn er veel portretten van Massoed in het straatbeeld van Kaboel te vinden. Grote portretten van Massoed zijn verspreid over alle grote steden in Afghanistan.

## Trivia
- Massoeds broers Ahmad Zia en Ahmad Wali zijn politiek actief: de eerste was vicepresident van Afghanistan van 2004 tot 2009[3]; de laatste ambassadeur in het Verenigd Koninkrijk.[4]

- Na de overgave van Kabul aan de Taliban in 2021 sloot de zoon van Massoed, Ahmad, zich aan bij de vicepresident Amrullah Saleh en het Nationaal Verzetsfront van Afghanistan.[5][1]

- Biblioteca Nacional de España: XX5267536
- Bibliothèque nationale de France: cb14050447h (data)
- Gemeinsame Normdatei: 123639913
- International Standard Name Identifier: 0000 0001 1648 970X
- Library of Congress Control Number: n99018873
- Bibliotheek van het Japanse parlement: 00621086
- Nationale Bibliotheek van Tsjechië: jo20241231394
- Nationale Bibliotheek van Israël: 987007299777505171
- Nationale Bibliotheek van Polen: a0000002005657
- Nederlandse Thesaurus van Auteursnamen: 229336523
- SNAC: w6b8670v
- Système universitaire de documentation: 055804934
- Virtual International Authority File: 56812674
- WorldCat: E39PBJgtbDWvXR78C3WPtQ8KVC